# Muʻomuʻa (Insel)
Muʻomuʻa (auch: Namua-hongo) ist eine Insel in der tonganischen Inselgruppe Vavaʻu.

## Geographie
Muʻomuʻa liegt südlich von Ovaka, sowie südöstlich von Totokamaka und Totokafonua und damit weit im Süden des Verwaltungsbezirks Motu. Weiter südwestlich liegt nur noch Fatumanga, im Südosten ist die nächstgelegene Insel Fangasito.

## Klima
Das Klima ist tropisch heiß, wird jedoch von ständig wehenden Winden gemäßigt. Ebenso wie die anderen Inseln der Vavaʻu-Gruppe wird Muʻomuʻa gelegentlich von Zyklonen heimgesucht.